# Dr. Krvemsta aneb Jak se nám vedlo po bombě
Dr. Krvemsta aneb Jak se nám vedlo po bombě (1965, Dr. Bloodmoney, or How We Got Along After the Bomb) je sci-fi román amerického spisovatele Philipa K. Dicka. Název románu je narážkou na film Dr. Divnoláska aneb Jak jsem se naučil nedělat si starosti a mít rád bombu (Dr. Strangelove or: How I Learned to Stop Worrying and Love the Bomb) režiséra Stanleyho Kubricka.

## Obsah románu
Postkatastrofický příběh popisuje Zemi po jaderné válce, kde se snaží na troskách civilizace a mezi hordami zmutovaných zvířat přežít izolované komunity přeživších lidí. Jediným pojítkem mezi takovýmito komunitami je astronaut Walt Dangerfield uvězněný na orbitě, který lidem ze svého satelitu přeposílá vzkazy, pouští hudbu a čte romány.
Fyzik Bruno Bluthgeld (což je v němčině Bloodmoney) je díky svým chybným propočtům při testech jaderných zbraní v atmosféře odpovědný za vyvolání jaderné války a následné katastrofy. Veřejná nenávist jej přivedla na pokraj šílenství spojeného s megalomanií. Domnívá se, že má nadpřirozené magické síly, pomocí kterých může ve chvíli, kdy bude ohrožen, zničit svět. Bluthgelda zneškodní mutant Hoppy Harrington, který je bez rukou a nohou, ale vládne telekinetickými silami. Nenávidí normální lidi, terorizuje jednu venkovskou komunitu a chce ovládnout Dangerfieldův satelit. Je však zneškodněn jiným mutantem.

## Česká vydání
- Dr. Krvemsta aneb Jak se nám vedlo po bombě, Argo, Praha 2009, přeložil Robert Hýsek.